# Canavan-betegség

Egy autoszomális domináns-recesszív öröklődésminta, ha az érintett személynek legalább egyik szülője beteg, akkor 50% a valószínűsége, hogy egy gyereke megkapja a betegséget

Autoszomális recesszív öröklődésminta. A Canavan–van Bogaert-betegség veleszületett, autoszomális recesszív öröklődést mutató ritka elváltozás

A Canavan-betegség az egyik leggyakoribb agyi degeneratív csecsemőkór, amely a leukodystrophiák (agyvelő fehérállomány szivacsos, cisztikus degenerációja) családjába tartozó, örökletes neurológiai rendellenesség. A betegség tünetei 3-6 hónapos korban jelentkeznek, úgy mint lassú fejlődés, a fej irányíthatatlansága és nagy mérete, epilepsziás rohamok, súlyos táplálkozási problémák, jelentős késleltetett motoros reakciók, esetleg vakság.

## Előzmények
- Öröklődés, családi halmozódás
  - Autosomalis recesszív öröklődés
  - 17pter-p13 aszpartoaciláz enzimet kódoló gén mutációja
- Betegségek
  - Az aszparaginsav anyagcsere rendellenességei
- Egyéb prediszponáló tényezők
  - 3-9 hónap közötti kezdet

## A betegség lefolyása
A Canavan–van Bogaert-betegség veleszületett, autoszomális recesszív öröklődést mutató ritka elváltozás. Az aszpartoaciláz enzim genetikai hibája (a gén mutációja) következtében N-acetil-aszpartámsav szaporodik fel, egyes vélemények szerint a központi idegrendszer fehérállományának szivacsos elfajulását (spongiosus degeneratio), demyelinisatióját (velőhüvely-elvesztés) eredményezi. Az N-acetil -aszpartát felhalmozódás és a myelinkárosodás közötti összefüggés azonban nem mindig bizonyított, bár sokszor észlelhető a vérben, a vizeletben, a liquorban az N-acetil-asparaginsav felhalmozódás.
Ashkenázi zsidókban és más etnikai csoportokban gyakrabban leírt kórkép.
A betegségnek 3 formája ismert: 1. Kongenitalis-veleszületett; 2. Infantilis- csecsemőkori; és 3. Késői forma.
A későn jelentkező formát egyesek mitochondriális betegségnek tartják.
A klinikai tünetek 2-5 hónapos kor között jelentkeznek leggyakrabban. A nyakizmok tónustalansága miatt a csecsemő nem képes tartani a fejét. Ehhez hozzájárul a fokozatosan nagyobbodó fej is(makrocephalia), mely fél éves kor körül már mérhető, látszik. Általános izomgyengeség(izomhypotoniaÍ), a lábak hyperextensiója (túlnyújtottsága), a karok flexiója (behajlítottsága), étvágytalanság, táplálási nehézség, nyugtalanság, érdekes, furcsa sírás. Testi, pszichomotoros fejlődési elmaradottsága egyre nyilvánvalóbb lesz. Látászavar (opticus atrophia), szemtekerezgés (nystagmus), súlyos szellemi és testi leépülés jellemzi. Később mentalis retardatio(szellemi elmaradottság), vakság, görcsrohamok alakulnak ki. A CT és az MRI a fehérállomány szimmetrikus hypodensitását mutatja, amely occipitalisan jelentős lehet. A nucleus caudatus és a putamen épnek látszik, a pallidum duzzadt. Az EEG lassú, a liquorban a fehérje emelkedett. Az idő előrehaladtával az agyállomány sorvad, az agykamrák egyre nagyobbak lesznek.
A vizeletben, vérben, agyvízben fokozott N-acetil-asparaginsav mutatható ki. Az enzimhiba kötőszöveti sejtekben (bőr fibroblastok) kimutatható.
Kezelése tüneti (fájdalomcsillapítás, görcsök megelőzése és kezelése).
Kórjóslata rossz, jelentkezésétől számított 18-20 hónapon belül halálhoz vezet. A kis betegek ritkán megérhetik életük második évtizede felét, vagy végét.
Az enzimhiányos rokonságban a szülés előtti diagnosztika, hordozószűrés lehetséges.

## Gyakoribb szövődmények
- Mentális és viselkedészavar és egyéb pszichés okok
  - Mentális retardatio, k.m.n.
- Idegrendszer betegségei
  - Epilepszia, k.m.n.
- Szem és függelékei
  - Látóideg sorvadása
- Csont, izom és kötőszövet betegségei
  - Ízületi merevség, m.n.o.
- Máshová nem osztályozott kóros klinikai tünetek, leletek
  - Görcsök
  - Reflex abnormitás
  - Exitus lethalis